# 올림픽 감비아 선수단
감비아는 1984년부터 개최된 모든 하계 올림픽에 선수단을 파견했지만, 올림픽 메달을 획득한 적은 없다. 감비아는 아직 동계 올림픽에 출전하지 않았다.
감비아 국가 올림픽 위원회(GNOC)는 1972년에 결성되었고 1976년에 국제 올림픽 위원회(IOC)의 승인을 받았다. 감비아는 자격이 있었던 처음 두 경기(1976년과 1980년)를 보이콧했다. 첫 번째 대표단은 10명의 선수로 구성되었으며, 모두가 주자들이었다. 후속 대표단에는 레슬링 선수(1988), 멀리뛰기 선수(1996), 복서(2008), 유도 선수(2016), 수영 선수(2016)가 포함되었지만 다른 해에는 감비아를 대표하는 선수는 오직 주자들뿐이었다.

## 메달 집계
| 경기                  | 선수          | 금 | 은 | 동 | 합계 | 순위 |
| 1984년 로스앤젤레스   | 10            | 0  | 0  | 0  | 0    | –    |
| 1988년 서울           | 6             | 0  | 0  | 0  | 0    | –    |
| 1992년 바르셀로나     | 5             | 0  | 0  | 0  | 0    | –    |
| 1996년 애틀랜타       | 9             | 0  | 0  | 0  | 0    | –    |
| 2000년 시드니         | 2             | 0  | 0  | 0  | 0    | –    |
| 2004년 아테네         | 2             | 0  | 0  | 0  | 0    | –    |
| 2008년 베이징         | 3             | 0  | 0  | 0  | 0    | –    |
| 2012년 런던           | 2             | 0  | 0  | 0  | 0    | –    |
| 2016년 리우데자네이루 | 4             | 0  | 0  | 0  | 0    | –    |
| 2020년 도쿄           | 4             | 0  | 0  | 0  | 0    | –    |
| 2024년 파리           | 미래의 이벤트 |    |    |    |      |      |
| 2028년 로스앤젤레스   | 미래의 이벤트 |    |    |    |      |      |
| 2032년 브리즈번       | 미래의 이벤트 |    |    |    |      |      |
| 합계                  | 합계          | 0  | 0  | 0  | 0    | –    |